# Trybusówka
Trybusówka (ukr. Trybusiwka) – wieś na Ukrainie w rejonie pieszczańskim obwodu winnickiego. 

## Historia
Niegdyś własność Koniecpolskich, potem Lubomirskich.
Dzierżawcami byli tam Aleksander i Betty Bernatowiczowie:

… Kiedy klucz daszowski, w którym dzierżawili, przeszedł w posiadanie Włodzimierza hr. Potockiego, Bernatowicz upatrzywszy sobie coś do niego, chociaż kolegi z powstania i dawnego znajomego, bez żadnego wypowiedzenia ze strony ostatniego przeniósł się na Pobereże, zadzierżawiwszy od panny Orłowskiej Trybusówkę w pow. jampolskim. Tam zmarła pani Betty a pozostały mąż przemieszkał tam jeszcze lat ze 20, a doznawszy strasznej klęski pożaru, krescenyi całej i remanentów, zniechęcony i zrujnowany zamieszkał przy wdowcu, bracie Władysławie w pow. latyczowskim w Nowosiółce, gdzie lat temu kilka skołatanego a zacnego żywota dokonał.

W roku 1845 w Trybusówce urodził się Adolf Karol Sandoz, grafik oraz malarz scen orientalnych osiadły we Francji.